# Lindsaea plumula
Lindsaea plumula là một loài dương xỉ trong họ Lindsaeaceae. Loài này được Ridl. mô tả khoa học đầu tiên năm 1926.
Danh pháp khoa học của loài này chưa được làm sáng tỏ. 